# Djebel Uweinat
Le djebel Uweinat (en arabe جبل العوينات, gabal al-ʿuwaināt, littéralement « montagne des sources », aussi orthographié Al Awaynat, Auenat, Ouenat, Ouinat, Owainat, Oweinat, Uwaynat, Uweinat, Uwenat, Uweynat) est un massif montagneux à la frontière entre l'Égypte, la Libye et le Soudan.

## Géographie

### Situation, topographie

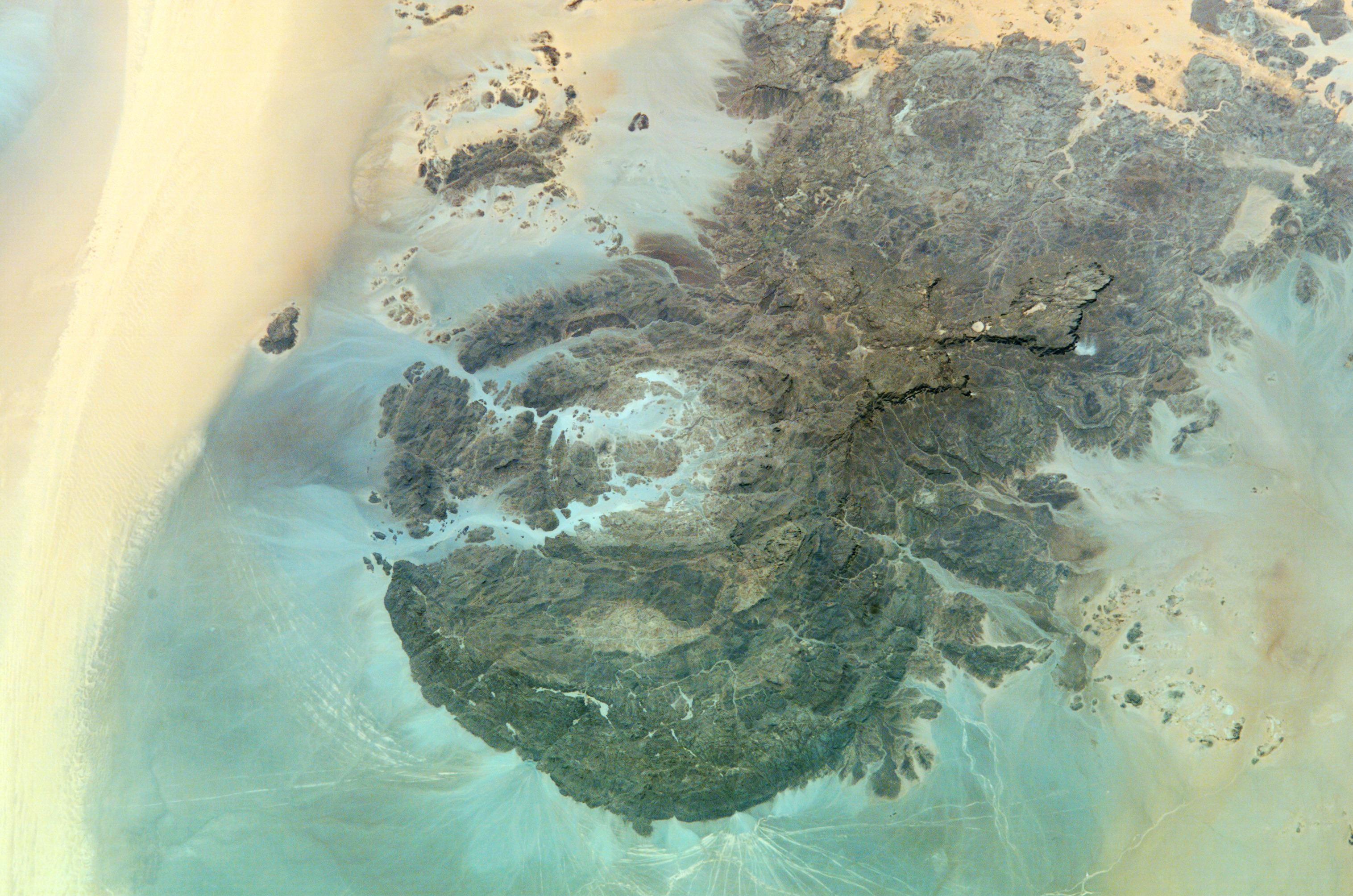
Vue satellite du massif.

Le djebel Uweinat se situe dans le Sahara oriental, à quarante kilomètres au sud-sud-est du massif montagneux similaire, le djebel Arkanu, en Libye.
La source principale du massif, appelée Aïn Dwa, se trouve sur son piémont occidental. Ce versant est une falaise de six cents mètres de hauteur environ dont le pied est couvert de rochers volumineux tombés sous l'effet de l'érosion. Il abrite des oasis couvertes de buissons et d'herbacées. Au total, trois vallées sont orientées vers l'ouest : Karkur Hamid, Karkur Idriss and Karkur Ibrahim. À l'est, le massif se termine par la vallée de Karkur Talh. Le point culminant du massif, dans sa moitié orientale, se situe au sommet du plateau Uweinat (appelé Italia à l'époque de la colonisation italienne).

### Géologie
La moitié occidentale du massif est une intrusion de granite formant des anneaux concentriques dont le plus large a vingt-cinq kilomètres de diamètre. La moitié orientale est constituée de grès formant quatre plateaux distincts.

### Flore et faune
Le djebel Uweinat fait partie, avec le massif du Tibesti à la frontière de la Libye et du Tchad, de l'écorégion des forêts claires xérophiles d'altitude du Tibesti et du Djebel Uweinat appartenant au biome des déserts et terres arbustives xériques. Cette écorégion s'étend sur 82 200 km2.

## Histoire

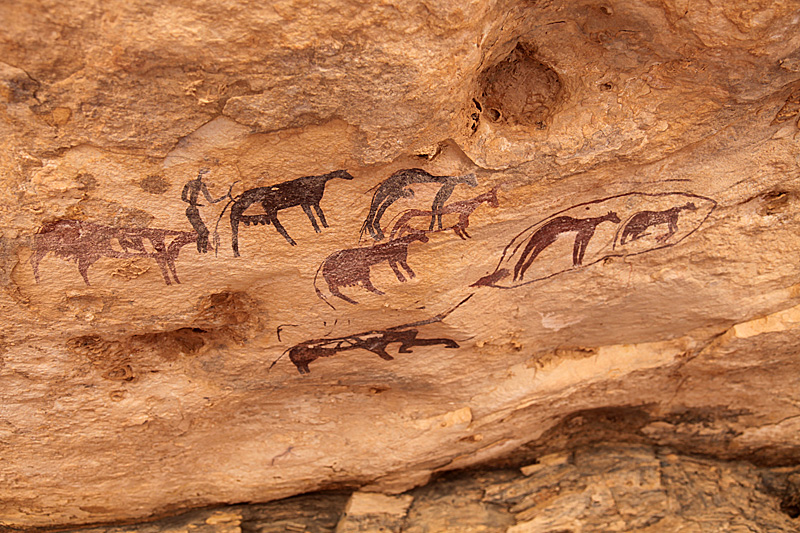
Peintures rupestres du massif.

Le massif est officiellement décrit en 1923 par Ahmed Hassanein qui, lors de son exploration, rapporte l'existence de pétroglyphes et de peintures rupestres représentant des animaux de la dernière période pluviale du Sahara, aujourd'hui disparus : des lions, des girafes, des autruches, des gazelles ou encore des bœufs, dans un style rappelant celui des gravures rupestres du Fezzan. Il tente de traverser le massif d'ouest en est mais fait demi-tour après avoir parcouru quarante kilomètres sans trouver de sortie.
Des graffitis datant du troisième millénaire avant notre ère attestent de l'exploration de la région par des Égyptiens pendant la période de l'Ancien Empire, via la piste d'Abou Ballas.
Dans les années 1930, le djebel Uweinat, frontalier entre les empires coloniaux italien et britannique, est exploré par le géologue et officier britannique Ralph A. Bagnold qui, après avoir lu Les Oasis perdues d'Ahmed Hassanein, recherche dans le désert la cité mythique de Zerzura ; le capitaine italien Marchesi lui succède et chacun édifie un cairn au sommet du point culminant du massif. Recherchant l'« Atlantide africaine berceau de la race aryenne » (une des théories pseudoscientifiques en vogue dans l'entre-deux-guerres) l'ethnologue et archéologue allemand Leo Frobenius et le comte hongrois László Almásy, aviateur, explorateur et espion, parcourent à leur tour le jebel Uweinat.